# Alliance française de Szczecin
 (mars 2023).
L'Alliance française de Szczecin a été créée en 1989 auprès de l'Académie de médecine de Poméranie (pl), avant d'être rattachée à l'université de Szczecin en novembre 2000.

## Activités
L'Alliance française de Szczecin organise des cours de français et des manifestations culturelles et dispose d'une bibliothèque.

### Cours
Les cours sont de 5 types:
1. cours réguliers classiques (kursy tradycyjne)
2. cours de fin de semaine (kursy weekendowe)
3. cours de français sur objectif spécialisé "à la carte" (kursy specjalistyczne)
4. cours pour les enfants (dzieci)
5. cours pour les lycéens et les étudiants (grupy młodzieżowe)

### Diplômes et certifications
L'Alliance française de Szczecin est un centre de préparation au DELF et au DALF.

### Coopération avec Bordeaux
L’Alliance française de Szczecin a signé un accord de coopération avec le conseil général de la Gironde et l’Alliance française de Bordeaux Aquitaine qui permet aux élèves et aux enseignants de Szczecin de se perfectionner durant la période estivale, tant sur le plan linguistique qu’en matière de connaissance de la civilisation française. Il leur est possible de suivre des cours de français et d’observation de classe au sein de l’Alliance française de Bordeaux Aquitaine puis visiter la ville et faire du tourisme dans la région. 

### Prix et récompenses
Deux prix sont décernés à la suite de concours de connaissance de la langue française : 
- le "Prix de la Gironde" (pour les élèves des cours dispensés par l’Alliance française)
- le "Prix de l’Alliance française"(pour 4 personnes extérieures à l’Alliance française),

### Manifestations culturelles
Elle a parmi ses objectifs la diffusion de la culture française : conférences, spectacles, concerts avec la participation de conférenciers et d’artistes venus de France. Elle est l'une des organisatrices des journées de la culture française à Szczecin

### Bibliothèque
Sa bibliothèque offre un grand choix de livres et de presse française.